# Georg Lanzenstiel
Georg Lanzenstiel (* 2. Mai 1909 in Augsburg-Oberhausen; † 7. Juni 1983 in Van/Türkei) war ein deutscher evangelisch-lutherischer Geistlicher.

## Leben
Lanzenstiel machte 1928 das Abitur am Realgymnasium Augsburg und studierte anschließend Theologie in Erlangen, Berlin und Bonn. Während seines Studiums engagierte er sich in der jugendbewegt-reformierten Verbindung Nothung. Von 1936 bis 1954 war er Pfarrer in Nördlingen. 1937 heiratete er in München Luise Bald, die er dort während seiner Vikarszeit an St. Lukas kennengelernt hatte. 1954 kam er als Studentenpfarrer nach München und war dort ab 1964 Dekan. Von 1971 bis 1977 war er Oberkirchenrat und Kreisdekan von München und Oberbayern.
Aus der Ehe mit Luise Lanzenstiel, geb. Bald, gingen sechs Kinder hervor. Georg Lanzenstiel war der Schwiegervater von Kurt Tetzeli von Rosador.
Lanzenstiel gehörte dem Kuratorium der 1959 gegründeten Deutsch-Israelischen Studiengruppe München an. Er war Mitglied des Kollegiums der Kirchenleitung der Evangelisch-Lutherischen Kirche in Bayern sowie Mitglied der Synode der Evangelischen Kirche in Deutschland. Vom 1. Januar 1978 bis zum Tod war er Mitglied des Bayerischen Senats.
Ihm zu Ehren ist ein Haus des Evangelischen Studentenwohnheime München e. V. (ESWM) in München-Freimann sowie der Lanzenstielweg in München-Neuperlach benannt.